# 15 Screwed Years
15 Screwed Years – pierwsze DVD polskiej grupy muzycznej Acid Drinkers. Materiał został
nakręcony podczas koncertu w Krakowie w 1995 i 1998 roku. DVD zawiera również wywiady z Titusem
i Litzą, teledyski oraz inne dodatki.

## DVD

### Koncert 1
Teatr Buckleina, Kraków, 1998
1. Be My Godzilla
2. High Proof Cosmic Milk
3. The Joker
4. United Suicide Legion
5. Drug Dealer
6. Human Bazooka
7. Flooded with Wine
8. Pump the Plastic Heart
9. Zero
10. Pizza Driver
11. Proud Mary

### Koncert 2
Łęg TV Studio, Kraków, 1995
1. Slow & Stoned (Method of Yonash)
2. Seek & Destroy'
3. Poplin Twist
4. Barmy Army
5. Hiperenigmatic Stuff of Mr. Nothing
6. Midnight Visitor
7. I Fuck the Violence
8. Always Look at the Bright Side of Life
9. Smoke On The Water
10. Ace Of Spades
11. Fuck Me
12. Track Time 66.6 Sec.
13. Reggae-end (inspiracja piosenką Iron Lion Zion Boba Marleya)

### Teledyski
1. Acidofilia
2. 2B1
3. Sad Like a Coal Check
4. High Proof Cosmic Milk
5. Proud Mary
6. (I Can Get No) Satisfaction

### Wywiad z Titusem
1. Los Desperados & Slavoy
2. The name / Acid Drinkers
3. First gigs & first demo
4. Are You A Rebel?
5. Dirty Money, Dirty Tricks
6. Strip Tease
7. Vile Vicious Vision
8. Fishdick
9. Infernal Connection
10. The State Of Mind Report
11. High Proof Cosmic Milk
12. Varran Strikes Back, Litza leaves
13. Amazing Atomic Activity
14. Broken Head
15. Acidofilia
16. New line-up
17. Future plans

### Wywiad z Litzą
1. The Birth / origins of Acid Drinkers
2. Slavoy and the musical beginnings
3. Turbo's offer
4. First recordings
5. Most important records for polish metal music
6. Infernal Connection
7. Budzy / Maleo / 2TM2,3
8. High Proof Cosmic Milk / leasing the band
9. No future...?
10. The State Of Mind Report

### Dodatki
- Biografia
- Galeria zdjęć
- Tapety
- Okładki
- Linki
- Logo